# Anania tennesseensis
Anania tennesseensis is een vlinder uit de familie van de grasmotten (Crambidae), uit de onderfamilie van de Pyraustinae. De wetenschappelijke naam van deze soort is voor het eerst voorgesteld door Zhaofu Yang in een publicatie uit 2012.
De soort komt voor in de Great Smoky Mountains van Tennessee in de Verenigde Staten.